# Batracomorphus irroratus
Batracomorphus irroratus är en insektsart som beskrevs av Lewis 1834. Batracomorphus irroratus ingår i släktet Batracomorphus och familjen dvärgstritar. Inga underarter finns listade i Catalogue of Life.